# Gripekoven
Gripekoven ist ein Ortsteil der Mittelstadt Wegberg im Kreis Heinsberg im Bundesland Nordrhein-Westfalen.

## Geografie

### Lage
Gripekoven liegt östlich von Wegberg in ländlicher Lage. Der Mühlenbach von Kipshoven kommend, fließt im Nordosten von Gripekoven in der Nähe der Burgruine entlang und bildet von Kipshoven bis zur Holtmühle den Grenzverlauf zwischen der Stadt Mönchengladbach und dem Kreis Heinsberg.

### Nachbarorte
| Ellinghoven | Woof                                        | Genhausen |
| Wegberg     | Kompassrose, die auf Nachbargemeinden zeigt | Merreter  |
| Beeck       | Kipshoven                                   |           |

## Geschichte

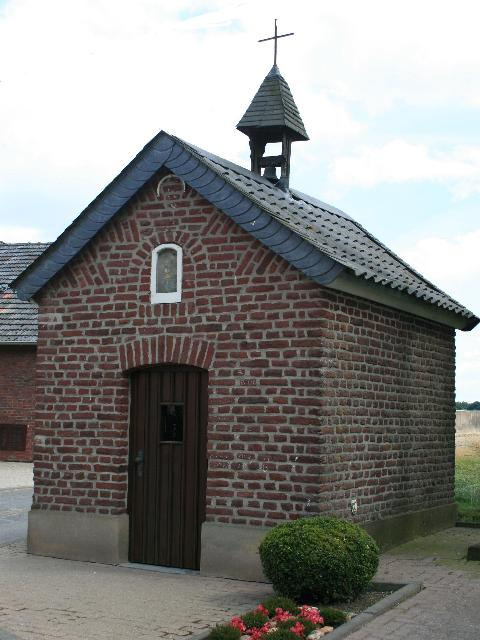
Kapelle in Gripekoven

Gripekoven war im Mittelalter der Adelssitz der Herren von Gripekoven, der wahrscheinlich bis in die karolingische Zeit zurückgeht. Urkundlich wurde der Ort zum ersten Mal 1225 genannt. Die Burg Gripekoven wurde im Jahre 1326 als aufwändige Befestigungsanlage fertiggestellt. Im späten Mittelalter verlor das europäische Rittertum an militärischer Bedeutung. Der damit verbundene wirtschaftliche und soziale Abstieg hatte das Raubrittertum mit Plünderungen, Erpressungen und Überfällen zur Folge. Von der Burg Gripekoven aus sollen abtrünnige Ritter ihre Raubzüge durchgeführt haben. Durch das Räubertum und einen Aufstand der jülichschen Ritterschaft war das Ansehen und der Bestand des Herzogtums Jülich in Frage gestellt. Die abtrünnigen Ritter hatten sich im Jahre 1354 auf die Burg Gripekoven zurückgezogen, als die Truppen des Landfriedensbündnisses Maas-Rhein der Grafen von Jülich und Heinsberg, des Kölner Erzbischofs und der Städte Köln und Aachen sich zur Eroberung der Festung Gripekoven aufmachte. Es kam zu einer längeren Belagerung, die schließlich mit der Übergabe der Burg bei Gewährung von freiem Abzug der Belagerten, endete. Anschließend wurde die Burg dem Erdboden gleichgemacht. Heute findet man in dem Bruchgelände hinter dem Dorf nur noch Berghügel mit einigen Mauerresten und den Gräben, die um diese Burg gezogen waren. Man erzählt sich heute noch in Gripekoven, dass mit den Steinen der zerstörten Burg die Kapelle in Gripekoven erbaut wurde.

## Infrastruktur
Es existierten drei landwirtschaftliche Betriebe und zwei Pferdehöfe sowie ein Dachdeckerbetrieb. Die Ortschaft ist ländlich geprägt und ohne Durchgangsverkehr.
WestVerkehr bedient den Ort mit der AVV-Buslinie 411. Diese ist vor allem auf die Schülerbeförderung von und nach Wegberg ausgerichtet. Abends und am Wochenende kann der MultiBus angefordert werden.
| Linie | Verlauf |
| ----- | --- |
| 411   | morgens: Kehrbusch → Isengraben → Flassenberg → Rath-Anhoven Schule → Schönhausen → Felderhof → Bissen bei Beeck → Moorshoven → Holtum → Uevekoven → Wegberg → Beeck Grundschule morgens: Bissen → Busch → Holtmühle → Kipshoven → Gripekoven – Ellinghoven → Beeck Grundschule → Wegberg mittags/nachmittags: Wegberg → Beeck Grundschule → Holtum → Uevekoven → (Bissen →) Busch → Holtmühle → Kipshoven → Gripekoven → Ellinghoven → Moorshoven → Bissen bei Beeck → Felderhof → Schönhausen → Rath-Anhoven Schule → Isengraben → Flassenberg → Kehrbusch |

## Sehenswürdigkeiten

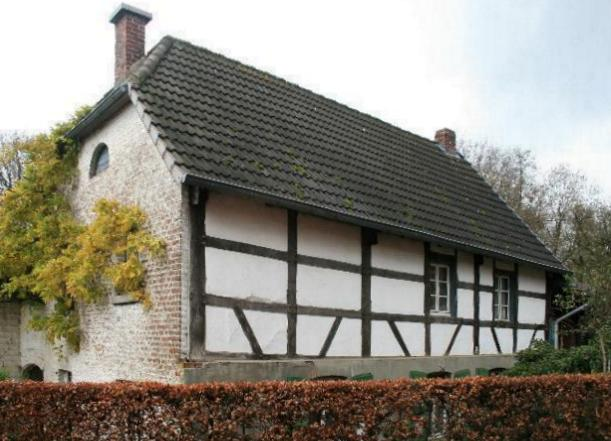
Hofanlage in Gripekoven 9

- Hofanlage, In Gripekoven 9, als Denkmal Nr. 42
- Fachwerkhof, In Gripekoven 4, als Denkmal Nr. 43
- Kapelle, In Gripekoven, als Denkmal Nr. 44

## Vereine
- Dorfgemeinschaft Gripekoven
- Freiwillige Feuerwehr Wegberg, Löschgruppe Moorshoven, zuständig auch für die Ortschaft Gripekoven.